# Parastacus
La langosta de agua dulce o langostino de río (Parastacus) es un género de crustáceos decápodos parastácidos.  Habita en ambientes de agua dulce en América del Sur.

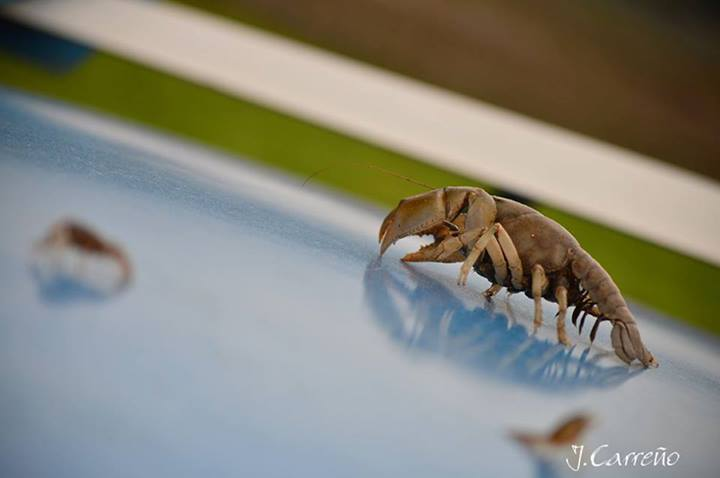
camarón langosta de agua dulce de lado Parastacus pugnax

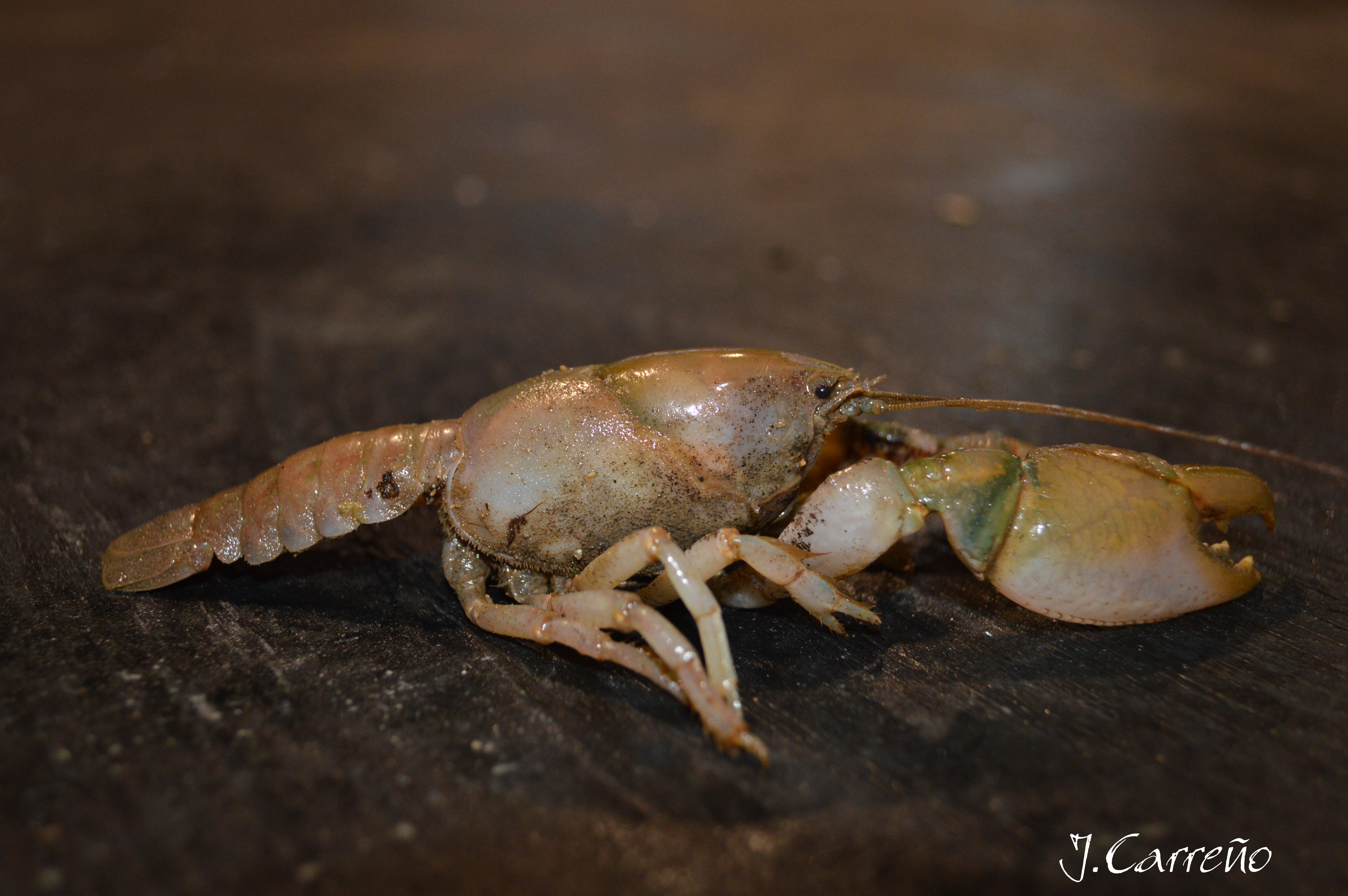
camarón excavador, camarón de vega, Parastacus pugnax

## Distribución y hábitat
Este género sudamericano de crustáceos posee una distribución en dos núcleos, el primero comprende el sur del Brasil, el nordeste de la Argentina y el Uruguay, mientras que el restante se limita al centro y centro sur de Chile.
Se ha estudiado el potencial para acuicultura de algunas de sus especies.
Algunos de sus integrantes poseen gonoporos supernumerarios, reportándose también intersexualidad.

## Taxonomía
Este género fue descrito originalmente en el año 1869 por el carcinólogo alemán Eduard Carl von Martens.
Este género fue descrito originalmente en el año 1879 por el zoólogo inglés Thomas Henry Huxley.
Especies
Está integrado por 8 especies:
- Parastacus brasiliensis (von Martens, 1869)
- Parastacus defossus Faxon, 1898
- Parastacus laevigatus Buckup & Rossi, 1980
- Parastacus nicoleti (Philippi, 1882)
- Parastacus pilimanus (von Martens, 1869)
- Parastacus saffordi Faxon, 1898
- Parastacus pugnax (Poeppig, 1835)
- Parastacus varicosus Faxon, 1898